# Denton with Wootton
Denton with Wootton – civil parish w Anglii, w Kent, w dystrykcie Dover. W 2011 civil parish liczyła 372 mieszkańców.